# Gien-sur-Cure
Gien-sur-Cure là một xã của tỉnh Nièvre, thuộc vùng Bourgogne-Franche-Comté, miền trung nước Pháp.